# Macaranga eloba
Macaranga eloba är en törelväxtart som beskrevs av Ferdinand Albin Pax och Käthe Hoffmann.
Macaranga eloba ingår i släktet Macaranga och familjen törelväxter. Inga underarter finns listade i Catalogue of Life.